# Carine Mambou
 (août 2025).
 (août 2025).

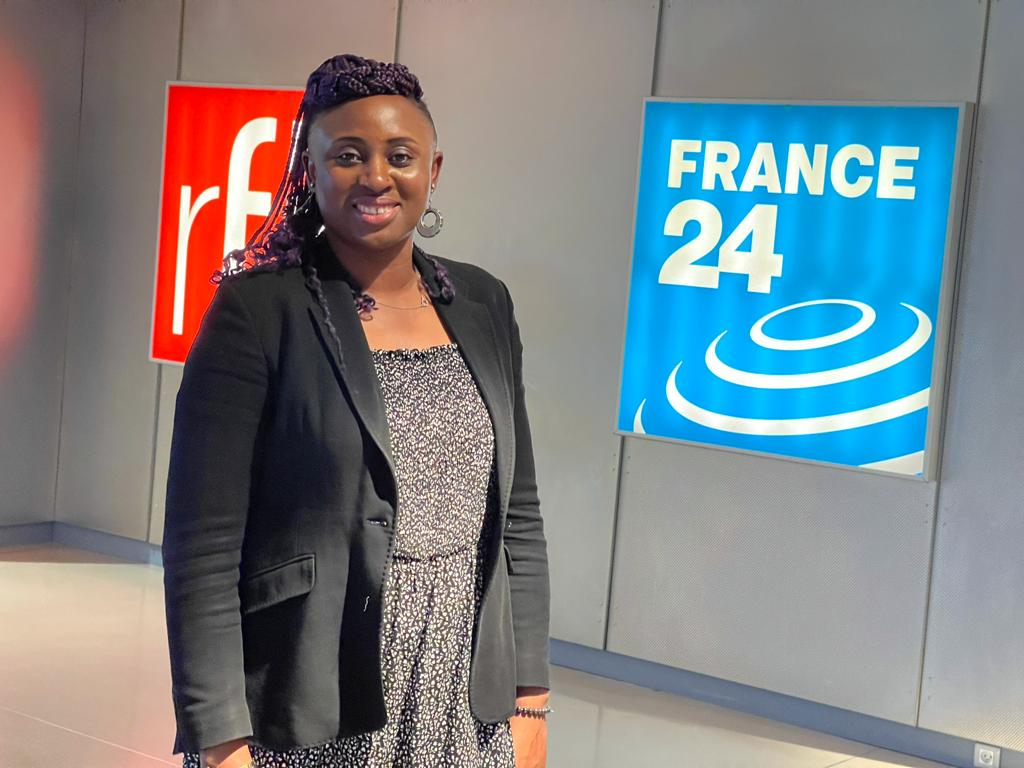

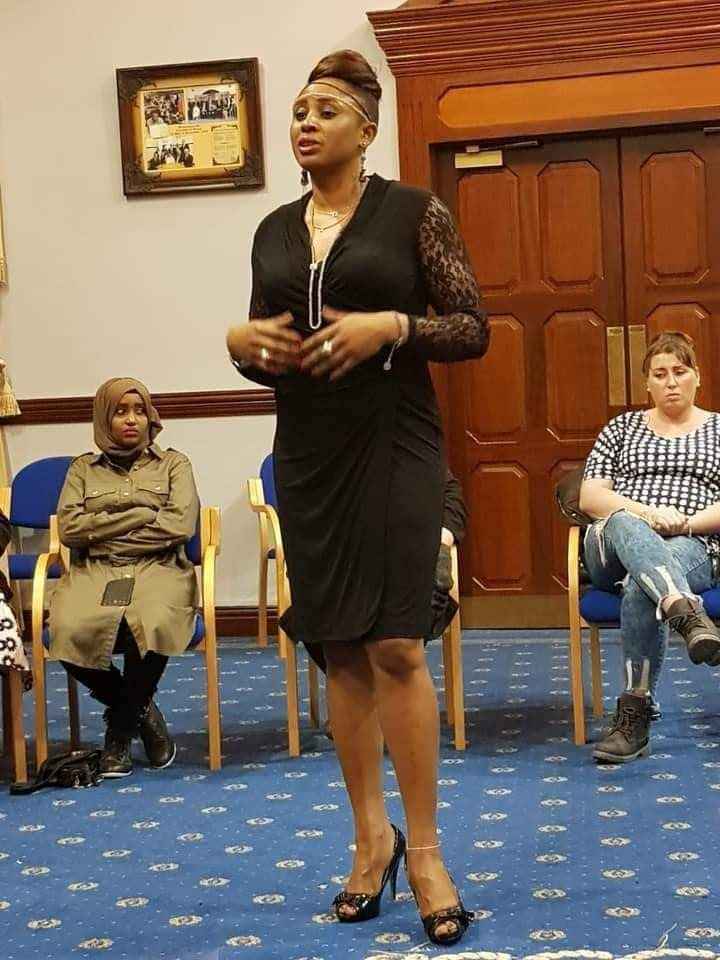

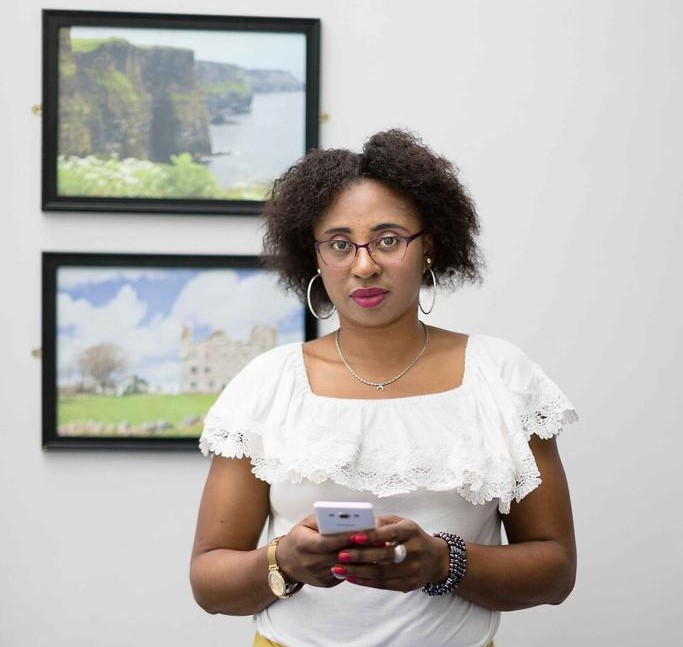

Carine Mambou, née le 7 septembre 1984 à Bafoussam au Cameroun. est une journaliste, écrivaine, entrepreneur camerounaise.
Elle est la fondatrice de l'ONG CAD AID Foundation créée en 2016,,, présidente directrice générale de MEMA Group LTD et cofondatrice de l'entreprise agricole Agrimad SARL.

## Biographie et études
Carine Mambou, est née en 1984 à Bafoussam au Cameroun. Elle est la cinquième d’une famille de dix enfants. À l’âge de seize ans, alors qu’elle faisait la classe de première C, elle effectue ses premiers pas à la radio Poala FM dans l’émission Juvénile, avec Léonard Chatelain. Après deux mois au sein de la chaîne publique, elle est auditionnée à Radio Star, une chaîne de média privée dans la ville de Bafoussam et y passe deux bonnes années. Elle a pendant son passage dans ce média présenté entre autres les émissions Hip-hop, Musiquinine, conçu et présenté le magazine socio-culturel MBOA NATAL et a été aussi chroniqueuse sportive en plus d'encadrer les jeunes stagiaires.
Après l’obtention de son baccalauréat C, elle rejoint la capitale Yaoundé où elle concilie, ses études et son travail. Elle étudie à la faculté des sciences à l’université de Yaoundé, option mathématiques dans un premier temps, puis à l’Institut Siantou Supérieur, option finance et comptabilité.
Carine Laure a pareillement effectué des passages sur d'autres chaînes de radios notamment Sky One et Dementi.

## Parcours professionnel
En 2008, Carine est recrutée comme animatrice Radio et Télé pour le compte de la télévision Vision 4 et Satellite FM du groupe L'Anecdote. Elle devient la présentatrice de l’émission de réveil La Matinale, avec Alain Kovich comme co-présentateur. Par la suite, elle conçoit et présente l'émission touristique dénommée NGOUON. Au sein du même groupe, elle présente l'émission radio pastèque sur les ondes de Satellite FM.
Carine quitte le groupe en 2011, fait une trêve et est contactée l’année d’après par la radio Kora FM où elle présente l’émission Sweet Time. Après Kora FM, elle rejoint Afrik2 dans le cadre de l’émission Ça ne peut que faire du bien avec Francis Jamel Laplage et le Général Valsero ainsi que 14h Media avec Chris Bobby. En octobre 2017, avec son média WIHIA News et au service du parlement panafricain, Carine assure la grosse couverture médiatique de la Cinquième Session Ordinaire du Quatrième Parlement au siège du Parlement Panafricain à Midrand en Afrique du Sud. La même année, elle intervient en tant que panéliste dans la rubrique Success Story et Challenges lors du premier atelier de renforcement de capacité organisée par l’Union Africaine/ CIEFFA au siège de l’Union Africaine à Addis-Abeba en Éthiopie.

En 2016, elle crée l'entreprise MEMA Group

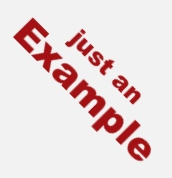
Description de l'image.

. Un groupe qui comprend quatre entreprises notamment WIHIA News (WIHIA News, CAD Agency, CAD AID Foundation, CAD Publishing) afin de regrouper toutes ses entreprises en un.
En 2018, elle est classée deuxième femme ayant marqué le Cameroun par ses activités dans le magazine Femmes Update et fait d’ailleurs sa première de couverture l’année précédente. La même année, elle officie comme CHA’S et FGM Ambassador auprès de l’ONG Akidwa en république d’Irlande.
Par la suite, elle est choisie ambassadrice Afrique francophone auprès de l'union africain/CIEFFA (centre international pour l’éducation des femmes et des filles en Afrique) pour la campagne Africa educates her. En 2019, elle est choisie par l’agence des migrations des Nations Unies (IOM) comme point focal et est pareillement nommée membre exécutif du conseil de Clare Women’s Network, une organisation qui promeut les valeurs de la femme dans le Comté de Clare en république d’Irlande. Carine a obtenu l’Award de IDEAL leadership organisé par Akidwa à Dublin. Multi-award-winning dans l'entrepreneuriat et pour sa détermination dans la lutte contre le viol des enfants en particulier et les violences basées sur le genre en général en Europe et Afrique, Carine lutte énergiquement et quotidiennement contre ces maux via sa Fondation. Elle est partisane de l'égalité des genres et promeut l'éducation des jeunes filles et l'autonomisation des femmes avec un point d'honneur sur l'Afrique.[passage promotionnel]
En 2020, elle reçoit le premier prix des awards dans la catégorie meilleur entrepreneur avec une empreinte internationale à Johannesburg en Afrique du Sud lors de la 8e édition des CWENA Award[réf. nécessaire]. Elle a pareillement reçu la certification de Emerging leaders[réf. nécessaire] organisé par Common Purpose[Qui ?] à Dublin. Depuis 2018, Carine a été sollicitée à participer à plus de 80 conférences, panéliste de plus de 60, co-organisatrice de plus de 50 et organisatrice de 3 festivals et de 10 conférences en Afrique et en Europe[style à revoir][réf. nécessaire].

## Ouvrages
- 2017 : Ma version des faits, aux éditions profounder[12],[13].
- 2021ː Éditrice des livres Debout[14] et This weakness, my Strenght!: And my dreams come true[15] via sa maison d'édition CAD Publishing
- 2017 : Tourisme & Affaires « Créer sans Capital, Explorer avec Passion » en cours de publication,
- 2017 : Mon féminisme est un humanisme en cours de publication

## Prix et reconnaissances
- 2018 : Classée deuxième femme ayant marqué le Cameroun par ses activités dans le magazine Femmes Update,
- 2019 : médaille de reconnaissance pour son engagement au sein de la communauté.
- 2020 : Meilleur ONG avec CAD AID Foundation en Irlande,
- 2020 : Premier prix CWENA Awards de la meilleure entrepreneure avec une empreinte internationale devant 7 autres femmes d'affaires en competition en Afrique du Sud[16],
- 2022 : Elle a reçu le troisième prix CWENA Awards pour la meilleure entrepreneure ayant une empreinte internationale devant 20 autres femmes d'affaires en compétition en Afrique du Sud,
- 2023 : Elle a été désignée Jeune Personne du Mois de mars par l'Union Africaine/CIEFFA et a également remporté le prestigieux Prix DCU President Award 2023[2] pour l’engagement dans la catégorie spéciale mérite.